# Rosa multiflora
Rosa multiflora é uma espécie de planta com flor pertencente à família Rosaceae. 
A autoridade científica da espécie é Thunb., tendo sido publicada em Systemat Vegetabilium. Editio decima quarta 474. 1784.

## Portugal
Trata-se de uma espécie presente no território português, nomeadamente no Arquipélago da Madeira.
Em termos de naturalidade é introduzida na região atrás indicada.

## Protecção
Não se encontra protegida por legislação portuguesa ou da Comunidade Europeia.